# Saurita
Saurita är ett släkte av fjärilar. Saurita ingår i familjen björnspinnare.

## Bildgalleri

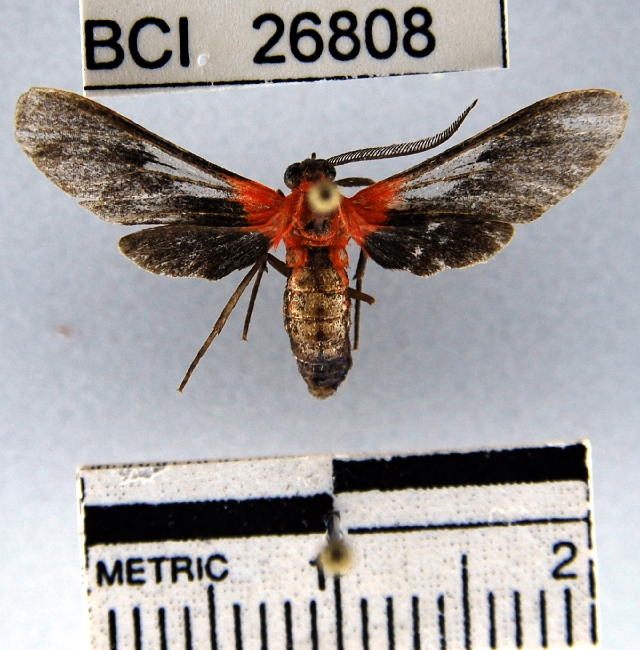
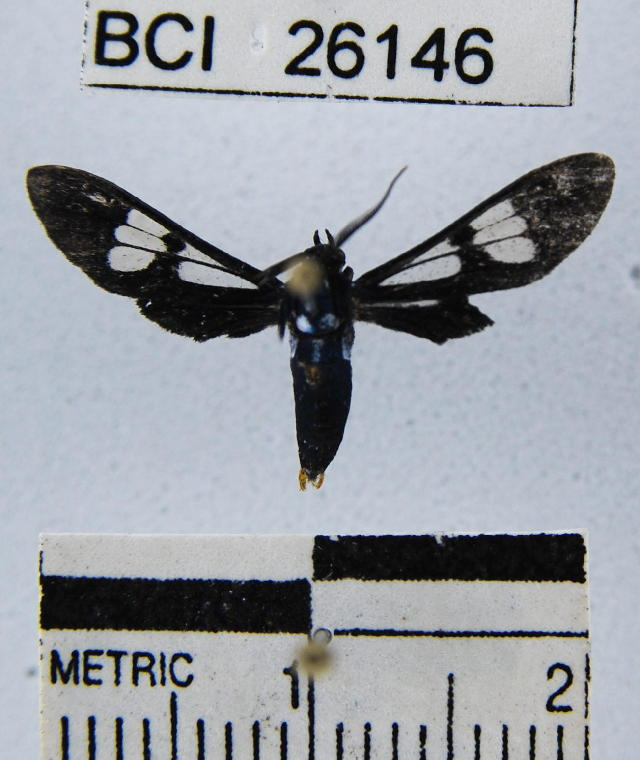
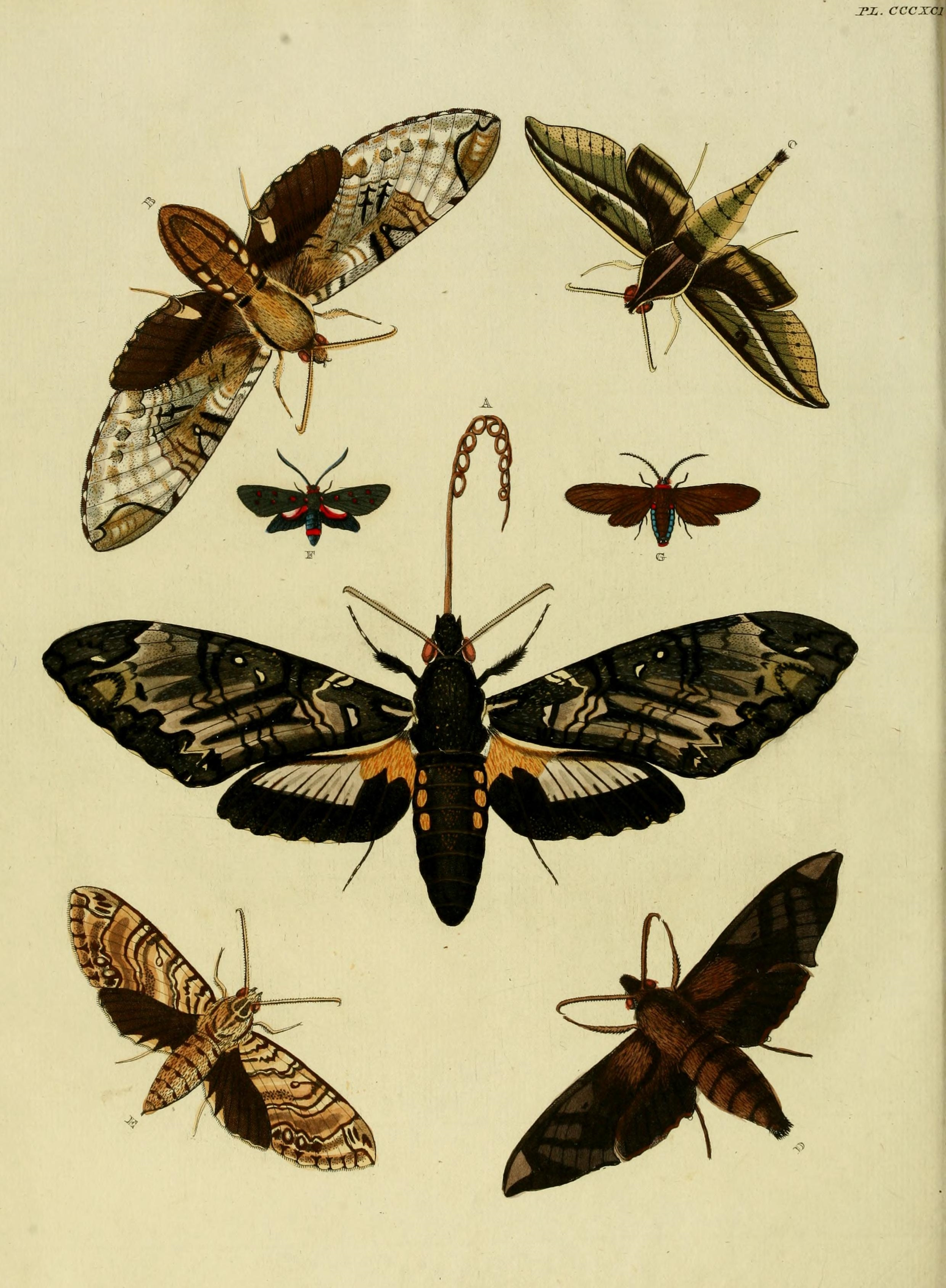
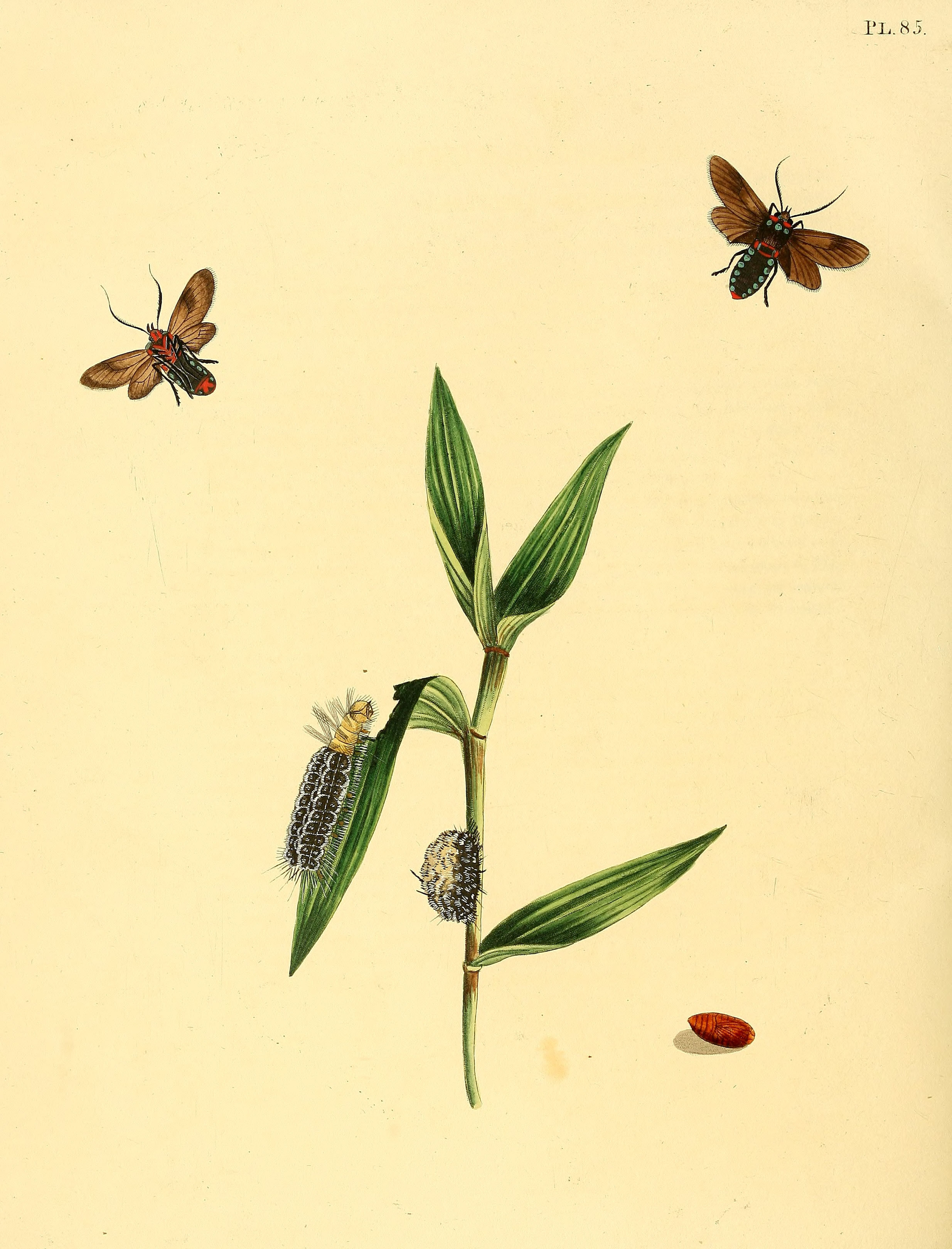
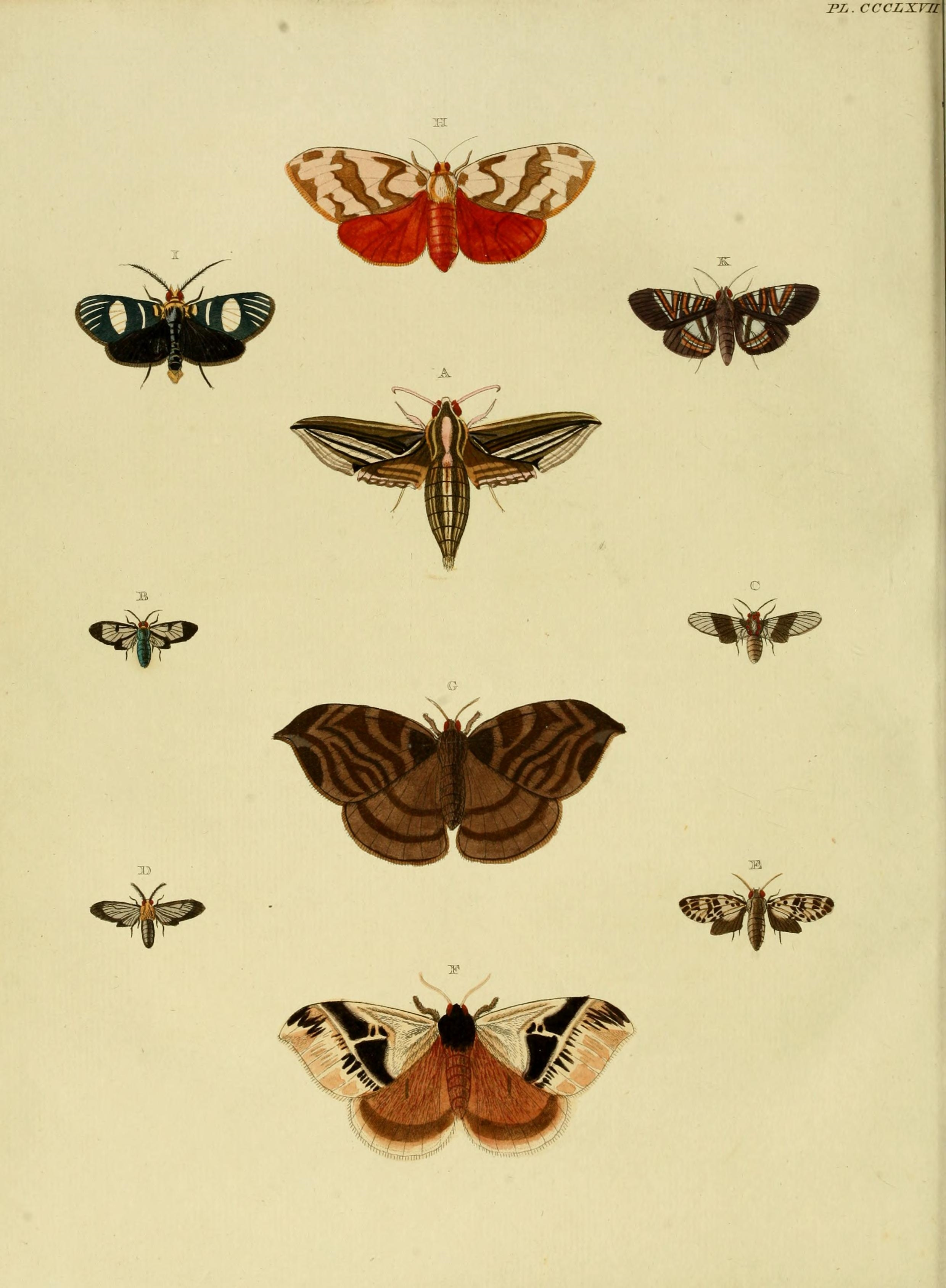

## Dottertaxa tillSaurita, i alfabetisk ordning[1]
- Saurita admota
- Saurita afflicta
- Saurita albipuncta
- Saurita angusta
- Saurita anselma
- Saurita anthracina
- Saurita araguana
- Saurita arimensis
- Saurita astyoche
- Saurita attenuata
- Saurita bibia
- Saurita bipuncta
- Saurita biradiata
- Saurita cassandra
- Saurita catastibina
- Saurita clandestina
- Saurita coccinea
- Saurita concisa
- Saurita concisina
- Saurita corallonota
- Saurita costaricae
- Saurita cretheis
- Saurita cryptoleuca
- Saurita culicina
- Saurita demoanassa
- Saurita diaphana
- Saurita diffusa
- Saurita dulcicordis
- Saurita erythroguia
- Saurita fumosa
- Saurita fusca
- Saurita geralda
- Saurita gracula
- Saurita hemiphaea
- Saurita hilda
- Saurita improvisa
- Saurita incerta
- Saurita intensa
- Saurita intermedia
- Saurita intricata
- Saurita lacteata
- Saurita lacteipars
- Saurita ladan
- Saurita lasiphlebia
- Saurita latens
- Saurita maratha
- Saurita mecrida
- Saurita mediorubra
- Saurita melanifera
- Saurita melanota
- Saurita mora
- Saurita mosca
- Saurita musca
- Saurita myrrha
- Saurita myrrhina
- Saurita nigripalpia
- Saurita notabilis
- Saurita nox
- Saurita obscura
- Saurita ochracea
- Saurita ochreiventris
- Saurita pebasa
- Saurita pellucida
- Saurita perspicua
- Saurita phoenicosticta
- Saurita pilipennis
- Saurita pipis
- Saurita pontia
- Saurita rubripuncta
- Saurita salta
- Saurita sanguinea
- Saurita sanguisecta
- Saurita santonis
- Saurita sericea
- Saurita stryma
- Saurita strymoides
- Saurita submacula
- Saurita temenus
- Saurita tenuis
- Saurita tetraema
- Saurita thoracica
- Saurita tijuca
- Saurita tipulina
- Saurita triangulifera
- Saurita trichopteraeformis
- Saurita tricolor
- Saurita trigutta
- Saurita tristissima
- Saurita watsoni
- Saurita venezuelensis
- Saurita vindonissa